# Hortense Calisher
Hortense Calisher (* 20. Dezember 1911 in New York City; † 13. Januar 2009 in Manhattan, New York City) war eine US-amerikanische Schriftstellerin.

## Biografie
Nach dem Schulbesuch studierte die Tochter eines jüdischen Unternehmers am Barnard College und schloss dieses 1932 ab. Nachdem ihr Vater im Zuge der Weltwirtschaftskrise und der dadurch bedingten Great Depression sein Vermögen weitgehend verlor und selbst mit siebzig Jahren noch einmal eine Beschäftigung aufnehmen musste, begann sie eine Tätigkeit als Verkäuferin in einem Kaufhaus. 1935 heiratete sie den Ingenieur Heaton Heffelfinger und widmete sich in den kommenden Jahren der Erziehung der beiden Kinder als Hausfrau und Mutter.
Ihr literarisches Debüt gab sie erst mit vierzig Jahren mit der Veröffentlichung von Absence of Angels (1951). Nach dem für den National Book Award nominierten Roman False Entry (1961) veröffentlichte sie zunächst eine Sammlung von Kurzgeschichten unter dem Titel Tales for the Mirror (1962), der die Bücher Textures of Life (1963), Extreme Magic (1964), Journey from Ellipsia (1966) sowie The Railway Police, and The Last Trolley Ride (1966) folgten.
Nach den Romanen The New Yorkers (1969) und Queenie (1971) veröffentlichte sie 1972 unter dem Titel Herself (1972) ihr erneut für den National Book Award nominierten Memoiren. Nach den Büchern Standard Dreaming (1972) und Eagle Eye (1973) erschien 1975 mit Collected Stories eine weitere Sammlung ihrer Kurzgeschichten, die ebenfalls für den National Book Award nominiert waren. Danach verfasste sie On Keeping Women (1977) sowie den Roman Mysteries of Motion (1983), denen Saratoga Hot (1985), The Bobby-Soxer (1986) und Age (1987).
1988 erschien mit Kissing Cousins: A Memory eine weitere Autobiografie. Nach dem Roman In the Palace of the Movie King (1993) erschienen zuletzt In the Slammer with Carol Smith (1997), Sunday Jews (2003) sowie Tattoo for a Slave (2004).
Hortense Calisher war nicht nur zwischen 1986 und 1987 Präsident des P.E.N. der USA, sondern von 1987 bis 1990 auch Präsidentin der American Academy of Arts and Letters, deren Mitglied sie seit 1977 war. 1997 wurde sie in die American Academy of Arts and Sciences gewählt.